# 제트 (천문학)
제트(영어: jet)는 천문학에서 자주 보이는 현상으로, 밀집천체의 회전축을 따라 방출되는 물질의 흐름이다. 보통 강착원반의 동역학적 상호 작용에 의해 발생한다. 물질이 빛의 속도에 가까운 속도로 방출된다면, 이러한 제트는 상대론적 제트로 불리게 된다. 매우 거대한 제트는 퀘이사나 전파은하와 같은 활동은하에서 보인다. 보통 제트를 포함하는 다른 계로는 격변변광성, X-선쌍성, 황소자리 T형 별이 있다. 허빅-아로 천체는 성간매질과의 상호작용에 의해 발생한다. 또한 쌍극분출 또는 제트는 원시별(형성 중인 어린 별)이나, 진화한 후-AGB 별(보통 쌍극성운의 형태)과도 연관되어 있다.
제트가 어떻게 형성되고 추진되는지는 현재까지 물리학자들에게 대개 미스테리로 남아있지만, 이 출력에 관해 가장 흔히 제시되는 두가지 주요 근원은 블랙홀과 같은 중심천체와 강착원반이다. 많은 항성천체를 둘러싸는 강착원반은 제트를 형성할 수 있다. 블랙홀 주변의 것들은 매우 빠르고 활동적이긴 해도 말이다. 이는 제트의 속도가 중심천체의 탈출속도와 거의 같은 속도이기 때문이다. 제트의 속도는 강착중인 블랙홀 근처에서 거의 빛의 속도인데 비해, 원시별의 제트는 훨씬 느리다. 강착원반이 어떻게 제트를 형성하는지는 정확히 알려져 있지 않지만, 꼬여있는 자기장이 양극방향으로 시준하면서 발생하는 것으로 여겨지고 있다. 또한 드 라발 노즐의 유체역학은 수반된 메커니즘에 관해 실마리를 제공할 수 있을지도 모른다.
제트가 어떻게 형성되는지 탐사하는 가장 좋은 방법 중 하나는 직접적으로 관측할 수 있는 반경에서 제트의 조성을 측정하는 것이다. 예를 들어, 제트가 강착원반에서 기원했다면 구성 플라스마는 전자-이온 조성과 같을 것이다. 반대로 블랙홀에서 기원했다면 완전히 전자-양전자 조성과 같을 것이다. 또, 플라스마는 분석에 도움을 주는 X-선과 전파 같은 다양한 형태의 복사를 방출한다.

## 상대론적 제트
상대론적 제트(영어: relativistic jet)는 유명한 전파은하 및 퀘이사와 같은 일부 활동은하의 중심에 있는 무거운 천체로 추정되는 것으로부터 생겨난 극단적으로 강력한 플라스마의 분출이다. 이들의 길이는 수천 광년에서 수백만 광년에 이를 수 있다. 이에 관한 가설은 강착원반에서 자기장의 뒤틀림이 중심천체의 회전축을 따라 분출류를 시준하여, 적절한 조건일 때 제트가 강착원반의 양면으로부터 발생하는 것이라고 한다. 제트가 지구의 시선방향을 향해 있다면, 상대론적 분사출이 겉보기 밝기를 결정하게 된다. 제트의 형성 및 제트의 조성 배후의 역학은 아직도 학계에서의 많은 논쟁의 주제이다. 현재는 제트가 일부분이 전자, 양전자, 양성자의 전기적으로 중성인 혼합물로 구성되어 있을 것이라고 가설화되었다.

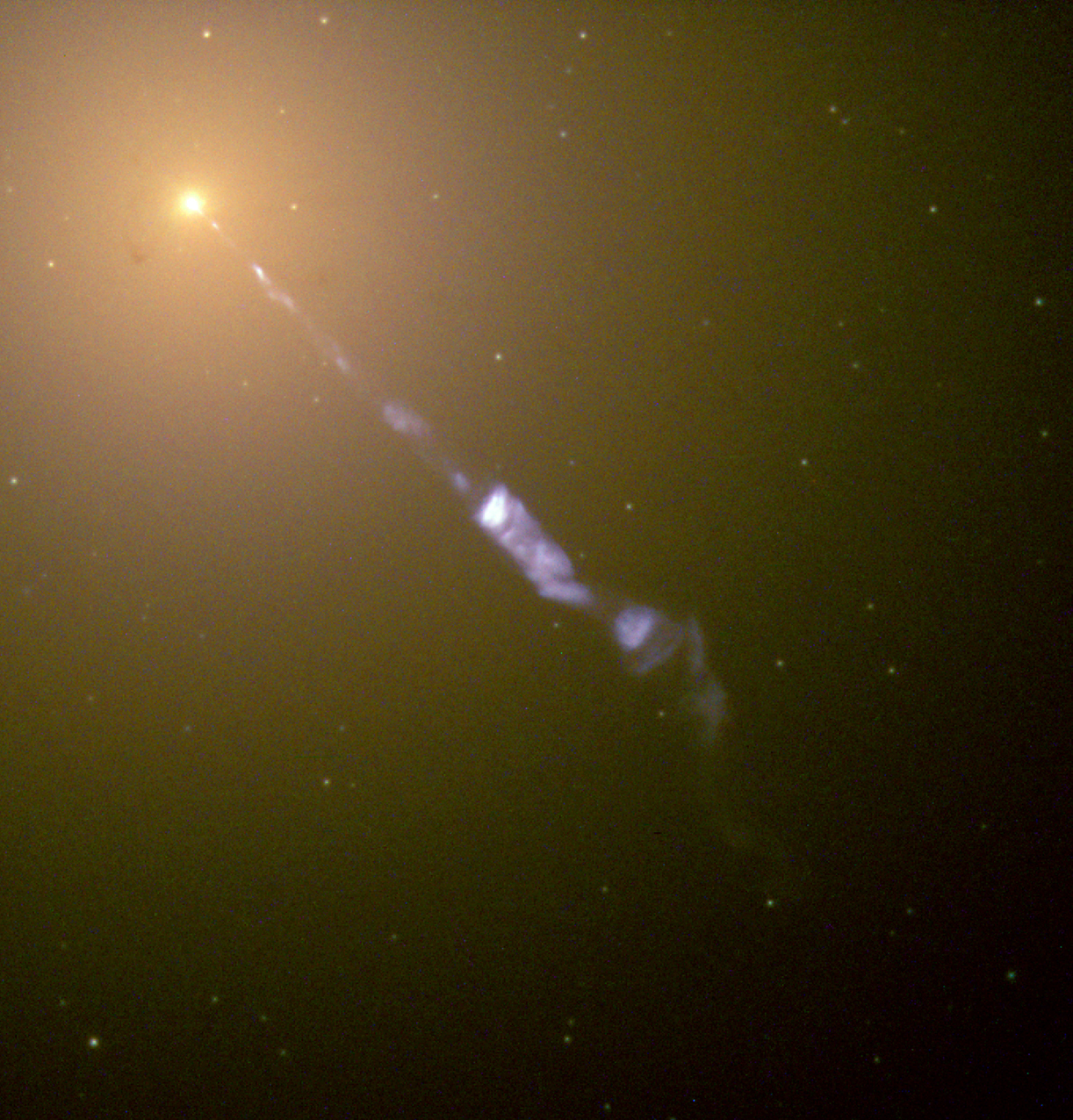
허블 우주 망원경의 WFPC2가 가시 스펙트럼에서 본 상대론적 제트를 방출하는 타원은하 M87.

훨씬 작은 규모이긴 해도, 이와 유사한 제트는 중성자별과 항성블랙홀의 강착원반에서도 발달할 수 있다. 이러한 계는 흔히 미세퀘이사(microquasar)라고 불린다. 이와 같은 예로는 SS433이 있는데, 0.23c의 속도를 가지는 제트가 잘 관측된다. 다른 미세퀘이사는 훨씬 빠른 속도의 제트를 갖고 있긴 해도 말이다. 훨씬 약하고 덜 상대론적인 제트는 많은 쌍성계와 상관있다. 이러한 제트에 대한 가속 메커니즘은 지구의 자기권과 태양풍에서 관측되는 자기재결합 과정과 유사하다.
천체물리학자들에게 보편적으로 받아들여지는 가설은 상대론적 제트의 형성이 감마선폭발의 발생의 설명에 관한 실마리라는 것이다. 이러한 제트는 ~100(대략 0.99995c의 속도) 까지의 로렌츠인자를 가지고 있고, 현재 밝혀진 가장 빠른 천체 중 일부를 차지한다.

### 에너지원으로서의 회전블랙홀
상대론적 제트를 형성하기 위해서는 막대한 양의 에너지가 필요하기 때문에, 일부 제트는 회전하는 블랙홀에 의해 에너지를 얻는다고 여겨지고 있다. 에너지가 어떻게 블랙홀으로부터 제트로 전이되는지에 관한 두 경쟁이론이 있다.
- 블랜포드-즈나이엑 과정[8] - 중심의 블랙홀으로부터의 에너지 추출에 대한 가장 대중적인 이론이다. 강착원반 주변의 자기장이 블랙홀의 회전에 의해 끌려간다. 아마 여기서 상대론적 물질이 자기력선의 조임에 의해 방출된다.

- 펜로즈 과정[9] - 좌표계 이끌림에 의해 회전 블랙홀으로부터 에너지를 추출한다. 이 이론은 후에 상대론적 입자가 에너지와 운동량를 추출할 수 있는 것으로 입증되었고,[10] 그 뒤에 제트의 형성에 대한 그럴듯한 과정으로 보여지게 되었다.[11]

## 갤러리

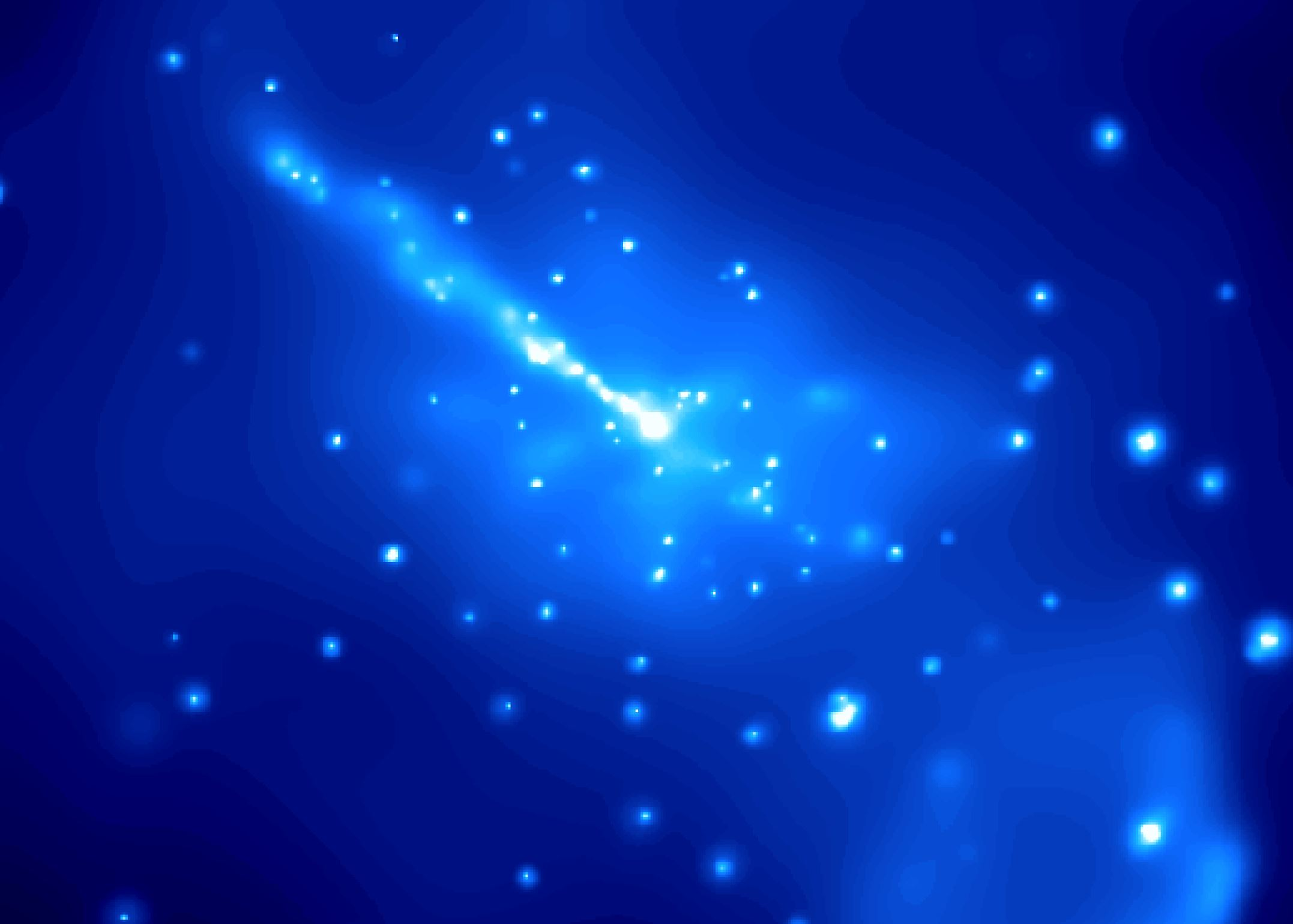
상대론적 제트를 보여주는 X-선에서의 센타우루스자리 A
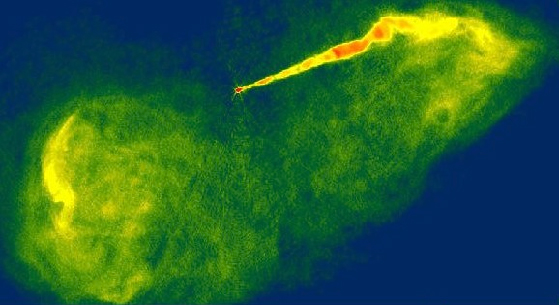
초거대배열에 의해 보이는 전파 영역에서의 M87의 제트
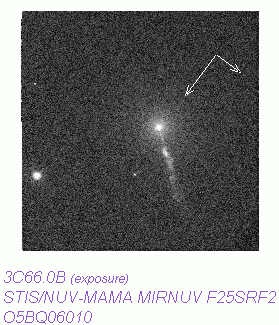
3C 66B에서 방출되는 상대론적 제트의 허블 흔적 아카이브 근UV 영상.

## 같이 보기
- 쌍극분출
- 블랜포드-즈나이엑 과정